# T-35
 (septembre 2014).
Si vous disposez d'ouvrages ou d'articles de référence ou si vous connaissez des sites web de qualité traitant du thème abordé ici, merci de compléter l'article en donnant les références utiles à sa vérifiabilité et en les liant à la section « Notes et références ».
Le T-35 est un char de combat lourd soviétique.

## Conception et développement
Ce monstre inspiré du Vickers A1E1 Independent (en) avec ses cinq tourelles, ses 50 tonnes et ses onze membres d'équipage mit quatre ans pour devenir opérationnel, après trois essais infructeux (T30, T35-1 et T35-2). Produit en petite quantité (environ 70 exemplaires), il posa continuellement des problèmes de mise au point de son moteur et de sa transmission, qui contraignirent à une modernisation en 1937 et à une standardisation de ses tourelles avec celles du char T-28. Sa masse interdisait le renforcement de son blindage déjà trop faible lors de sa sortie et il se révéla impossible à commander du fait de la séparation de ses postes de combat.

## Engagements
Engagés en 1941 pour contrer l'invasion allemande, ils furent regroupés dans la 34e division blindée (en) du 8e corps mécanisé (en) en Ukraine, mais la plupart de ces chars furent sabordés ou abandonnés par leurs équipages sans même avoir combattu, les autres étant facilement détruits par les fantassins.
Un exemplaire est conservé au musée de Koubinka à Moscou.

## Variantes
- T-35-1 - premier prototype (1 exemplaire)
- T-35-2 - second prototype (1 exemplaire)
- T-35A modèle 34 - version de série (56 exemplaires)
- T-35A modèle 38 - version avec tourelles semi-coniques (5 exemplaires)

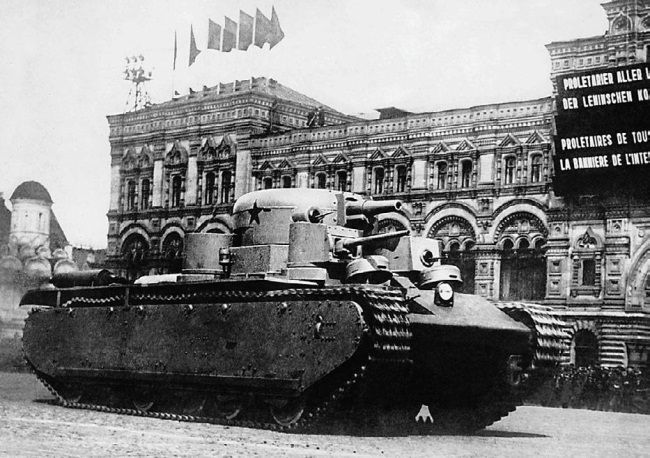
T-35-1 (prototype).
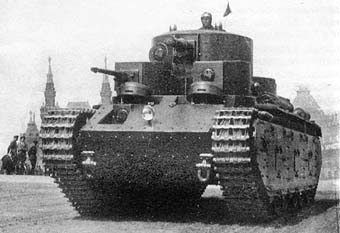
T-35-2 (prototype).
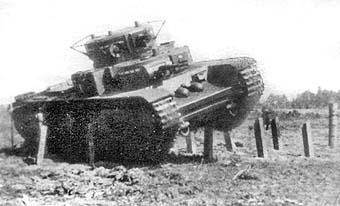
T-35A.
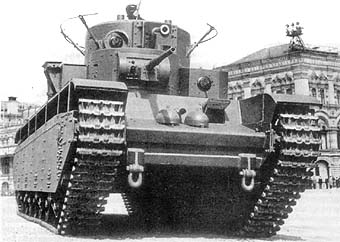
Premier T-35A défilant sur la Place Rouge, le 1er mai 1934.
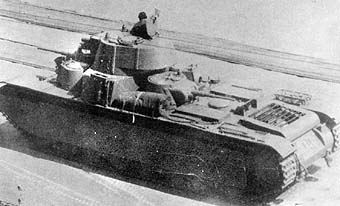
Version à tourelles semi-coniques de 1938.

## Équipage
Douze membres d'équipage :
- compartiment de conduite (un homme) :
  - 1 technicien adjoint qui conduit le char.
- tourelle centrale (trois hommes) :
  - 1 chef de char qui sert la mitrailleuse de la tourelle principale (premier lieutenant).
  - 1 chef de tourelle principale qui est tireur du 76,2 mm.
  - 1 opérateur radio qui charge le 76,2 mm.
- tourelle canon avant (deux hommes) :
  - 1 adjoint qui est tireur du 45 mm (lieutenant).
  - 1 chef de tourelle no 2 qui charge le 45 mm.
- tourelle mitrailleuse avant (un homme) :
  - 1 conducteur qui est responsable du moteur, sert la mitrailleuse et assiste le pilote (enseigne).
- tourelle canon arrière (deux hommes) :
  - 1 chef de tourelle no 4 qui est tireur.
  - 1 conducteur adjoint qui charge le 45 mm.
- tourelle mitrailleuse arrière (un homme) :
  - 1 chef de tourelle no 5 qui sert la mitrailleuse.
- extérieur du char (deux hommes) :
  - 1 conducteur chef.
  - 1 mécanicien.

## Culture populaire
Le T-35 apparaît dans le jeu vidéo War Thunder, il est présent dans l'arbre de recherche soviétique